# Camil Ros
Camil Ros i Duran (Vallromanes, Barcelona, 28 de enero de 1972) es un sindicalista español que ocupa el cargo de secretario general de la UGT de Cataluña.

## Trayectoria
Ros fue cofundador del movimiento Avalot-Joves de la UGT de Cataluña y en 1998, con 26 años, fue elegido secretario general del sindicato en las comarcas gerundenses. Estuvo en el cargo una década, hasta que se incorporó a la dirección regional del sindicato, primero al frente de la secretaría de coordinación sectorial y después como secretario de Política Sindical. Vinculado a Esquerra Republicana de Catalunya (ERC), Camil Ros llegó a ser líder de las juventudes del partido Joventuts d'Esquerra Republicana de Catalunya (JERC) entre 1996 y 1998.
En abril de 2016, en el 15º Congreso Nacional de la UGT, celebrado en Tarrasa, fue designado para ocupar la secretaría general de la UGT de Cataluña, en sustitución de Josep Maria Álvarez, de quien hasta entonces era número dos, como secretario de Política Sindical.
En septiembre de 2017 fue acusado de defender el secesionismo desde el sindicato UGT. Además, tuvo que hacer frente a un grupo sindical que se manifestaba contra la opinión del sindicato de apoyar un referéndem de autodeterminación en Cataluña. Con motivo de la huelga general del 3 de octubre de 2017 en Cataluña, el sindicato UGT hubo de replantearse su apoyo inicial. Ros hizo un llamamiento a la movilización pacífica ese 3 de octubre. El 8 de noviembre, con motivo de una huelga general en Cataluña, fue abucheado por los asistentes a un acto sindical unitario al no secundar el sindicato UGT ni CCOO esta movilización.
| Predecesor: José María Álvarez | Secretario general de la UGT de Cataluña 2016- actualidad | Sucesor: - |